# 一勝再勝
一勝再勝（日語：アスクビクターモア），是日本純種競賽馬匹。生涯活躍於中長途賽事，曾於2022年勝出菊花賞。

## 出賽前
2019年4月1日出身於北海道千歲市社台牧場，成長途中被馬主廣崎利洋以1億8700萬日圓購入，而社台牧場負責人吉田照哉亦以共同馬主身份擁有部分所有權，但馬主名義仍然以廣崎所經營的廣崎利洋控股登錄。
其後交由美浦訓練中心練馬師田村康仁訓練。

## 競賽生涯

### 2歲
2021年6月26日出戰東京競馬場2歲新馬戰，雖然賽前獲得第一人氣，但於直路上仍然被後方的地標圖形及旭升超越，最終以第三完賽。
其後出戰2歲未勝利戰，比賽途中選擇保持於先頭位置，進入直路後成功衝出並跑出全場最佳末腳，最終拉開後方第二名1 1/2馬位取首勝。
10月23日出戰表列賽常春藤錦標，但於直路上未能最大程度加速，最終被勝局在望及Gran Cielo超越下再度以第三落敗。

### 3歲
2022年首戰爲3歲一捷馬戰，於其中輕鬆加速並以頸位壓贏對手取得勝利。
3月6日出戰彌生賞大震撼紀念，賽前落後勝局在望及工業國度取得第三人氣。比賽開始後，其以追隨領放馬Lubeck做出的慢步速在第二位推進，並於比賽途中保持穩定的節奏。進入直路後，其輕鬆超越對手取得領先，其後更成功保持速度抵擋勝局在望的追擊，以頸位優勢取得首個分級賽冠軍。
4月17日出戰皋月賞，比賽初段其於內欄位置展開領放，但一直受到後方飛砂駒的壓力下無法進行太大動作。進入直路後，雖然其仍然努力堅守位置，但逐漸力弱之下被後方的賽駒超越，最終以第五完賽。
其後出戰東京優駿（日本打吡），比賽初段雖然選擇處於第二的位置推進，但距離領放馬飛砂駒仍然有約莫三、四馬位。進入直路後，由於其在比賽初段保持較慢的步速，因而於最後400米成功取代力盡的對手取得領先。然而於最後關頭，一直處於外檔加速的勝局在望及春秋分經已殺到，一勝再勝無法抵擋對手的攻勢下瞬間被超越，最終以第三完賽。
入秋後以聖烈特紀念作爲起動戰，比賽開始後其處於第三左右的位置推進，並於進入直路後衝出加速，可惜仍然於終點線前被後方追擊的地神力超越，以頭位差距憾負。
10月23日出戰菊花賞，由於皋月賞馬地標圖形選擇以秋季天皇賞爲目標，而打吡馬勝局在望則遠征法國出戰凱旋門大賽，因而一勝再勝僅落後於地神力取得第二人氣。比賽開始後，前方的魔神星雲以前1000米58.7秒的快步速領放，而一勝再勝則處於第二位置推進。進入直路後，憑借彎道時候的發力其經已取得領先，及後繼續保持衝刺下成功抵擋後方第七人氣伏兵喜運英豪的追擊，以鼻位險勝對手取得首個分級賽冠軍，亦爲騎師田邊裕信及練馬師田村康仁帶來首個一級賽優勝，而其跑出的3分2.4秒完賽時間更將2001年阪神大賞典中由成田路所創立的阪神競馬場草地3000米紀錄推前0.1秒。

### 4歲
2023年，以日經賞爲年度首戰，然而面對大爛地下完全無法發揮出應有的速度，最終以第九大敗。
其後出戰春季天皇賞再度受限於軟地，以第十一完賽，於寶塚紀念則因爲失速而沉底，最終以第十一大敗。
寶塚紀念後前往放草，為秋季備戰，然而於8月8日，因為中暑引起高熱，最終迸發多重器官衰竭死亡，享年僅4歲。
一勝再勝急死的悲劇令賽馬業界相關人士及大眾意識到，現今的炎熱天氣對競賽馬匹的影響，因而開始提出對策以應對此類問題。如日本中央競馬會隨即宣佈，將於來年（2024年）調整夏季賽事的安排，若發現馬匹的中暑風險因天氣提高時，將會停止比賽日的進行，亦會引入「黃昏賽事」，以確保所有賽馬參與者的安全。

### 詳細賽績
| 日期       | 舉辦國家 | 馬場 | 距離   | 級別 | 賽事名稱         | 負重 | 騎師     | 馬號 | 出馬 | 名次 | 時間   | 頭馬（二馬）   |
| ---------- | -------- | ---- | ------ | ---- | ---------------- | ---- | -------- | ---- | ---- | ---- | ------ | -------------- |
| 26/6/2021  | 日本     | 東京 | 草1800 |      | 2歲新馬          | 54   | 戶崎圭太 | 10   | 10   | 3    | 1:48.5 | 地標圖形       |
| 20/9/2021  | 日本     | 中山 | 草1800 |      | 2歲未勝利        | 54   | 戶崎圭太 | 10   | 13   | 1    | 1:49.1 | （旭升）       |
| 23/10/2021 | 日本     | 東京 | 草1800 | L    | 常春藤錦標       | 55   | 戶崎圭太 | 2    | 8    | 3    | 1:49.4 | 勝局在望       |
| 5/1/2022   | 日本     | 中山 | 草2000 |      | 3歲一捷馬        | 56   | 田邊裕信 | 8    | 9    | 1    | 2:01.9 | （L'Evangile） |
| 6/3/2022   | 日本     | 中山 | 草2000 | GII  | 彌生賞大震撼紀念 | 56   | 田邊裕信 | 10   | 11   | 1    | 2:00.5 | （勝局在望）   |
| 17/4/2022  | 日本     | 中山 | 草2000 | GI   | 皋月賞           | 57   | 田邊裕信 | 2    | 18   | 5    | 2:00.1 | 地標圖形       |
| 29/5/2022  | 日本     | 東京 | 草2400 | GI   | 東京優駿         | 57   | 田邊裕信 | 3    | 18   | 3    | 2:22.2 | 勝局在望       |
| 19/9/2022  | 日本     | 中山 | 草2200 | GII  | 聖烈特紀念       | 56   | 田邊裕信 | 7    | 13   | 2    | 2:11.8 | 地神力         |
| 23/10/2022 | 日本     | 阪神 | 草3000 | GI   | 菊花賞           | 57   | 田邊裕信 | 14   | 18   | 1    | 3:02.4 | （喜運英豪）   |
| 25/3/2023  | 日本     | 中山 | 草2500 | GII  | 日經賞           | 58   | 田邊裕信 | 9    | 12   | 9    | 2:39.4 | 領銜           |
| 30/4/2023  | 日本     | 京都 | 草3200 | GI   | 春季天皇賞       | 58   | 横山武史 | 6    | 17   | 11   | 3:18.0 | 駿天宮         |
| 25/6/2023  | 日本     | 阪神 | 草2200 | GI   | 寶塚紀念         | 58   | 横山武史 | 12   | 17   | 11   | 2:12.3 | 春秋分         |

## 血統表
父系大震撼爲日本賽駒，爲日本賽馬史上第二匹無敗三冠馬，生涯出戰十四場賽事僅得兩場未能勝出，退役後配種成績亦極爲優秀。祖父週日寧靜是美國三冠賽雙冠馬，退役後在日本配種，在日本馬壇相當成功，贏得多項分級賽事，其子嗣贏得巨額獎金。
母系Kartica爲英國生產的法國賽駒，雖然生涯僅得一勝，但曾於三級賽空中錦標取得季軍。外祖父追逐彩虹爲美國生產的英國賽駒，生涯戰績彪炳，曾勝出加冕盃及凱旋門大賽。

### 血統表
| 父線：週日寧靜系（Halo系）                       |                              |               |                 |
| 種馬 大震撼 2002年（棗色）                       | 週日寧靜 1986年（棕色）      | Halo          | Hail to Reason  |
| 種馬 大震撼 2002年（棗色）                       | 週日寧靜 1986年（棕色）      | Halo          | Cosmah          |
| 種馬 大震撼 2002年（棗色）                       | 週日寧靜 1986年（棕色）      | Wishing Well  | Understanding   |
| 種馬 大震撼 2002年（棗色）                       | 週日寧靜 1986年（棕色）      | Wishing Well  | Mountain Flower |
| 種馬 大震撼 2002年（棗色）                       | 風中秀髮 1991年（棗色）      | Alzao         | 利法爾          |
| 種馬 大震撼 2002年（棗色）                       | 風中秀髮 1991年（棗色）      | Alzao         | Lady Rebecca    |
| 種馬 大震撼 2002年（棗色）                       | 風中秀髮 1991年（棗色）      | Burghclere    | Busted          |
| 種馬 大震撼 2002年（棗色）                       | 風中秀髮 1991年（棗色）      | Burghclere    | Highclere       |
| 繁殖雌馬 Kartica 2007年（棗色）                  | 追逐彩虹 1981年（棗色）      | 害羞新郎      | Red God         |
| 繁殖雌馬 Kartica 2007年（棗色）                  | 追逐彩虹 1981年（棗色）      | 害羞新郎      | Runaway Bride   |
| 繁殖雌馬 Kartica 2007年（棗色）                  | 追逐彩虹 1981年（棗色）      | I Will Follow | Herbager        |
| 繁殖雌馬 Kartica 2007年（棗色）                  | 追逐彩虹 1981年（棗色）      | I Will Follow | Where You Lead  |
| 繁殖雌馬 Kartica 2007年（棗色）                  | Cayman Sunset 1997年（栗色） | Night Shift   | 北地舞人        |
| 繁殖雌馬 Kartica 2007年（棗色）                  | Cayman Sunset 1997年（栗色） | Night Shift   | Ciboulette      |
| 繁殖雌馬 Kartica 2007年（棗色）                  | Cayman Sunset 1997年（栗色） | Robina        | 雷弼圖          |
| 繁殖雌馬 Kartica 2007年（棗色）                  | Cayman Sunset 1997年（栗色） | Robina        | Royal Graustark |
| 雌系：號族：1-l                                  |                              |               |                 |
| 五代內近親交配：Hail to Reason 4×5、北地舞人 5×4 |                              |               |                 |

## 命名由來
名字中，Ask（アスク）是馬主廣崎利洋控股的冠名，出自其另一間公司Ask Group控股的名字，帶有發問、追求的意思，Victor（ビクター）即是勝利者，More（モア）意思是更多，因而所有部分結合後的意思是：「再追尋更多勝利者」，而香港則以此意思，翻譯為「一勝再勝」。

## 外部連結
- 一勝再勝 netkeiba.com （页面存档备份，存于）
- 血統表 （页面存档备份，存于）